# 汪元亮
汪元亮，字明之，一字竹香，清朝元和人。

### 生平:
學生時，有文譽，與同郡人餘古農師、薛香飄師結詩社於城東，在同輩中最為優秀，不可一世。乾隆年間的壬午年（1762年），與戴君東原同鄉試中舉，彼此親近友好，於是細心經義及六書之學。平生談論學問，他就把東原和程君換了田疇，論詩文，他就把古農師。多次報考科舉沒有考中，以教授學生自給，交往的人大多掇科考中舉走了，而汪元亮卻一味按照為孝廉而死。年輕的時候曾得狂病，常突然發作，發作時不省人事，日夜大罵，纏綿近二十年。所有的著述，在疾病發作時都扔到了火，留下的僅僅是詩、古文而已。。